# Wasaszatta

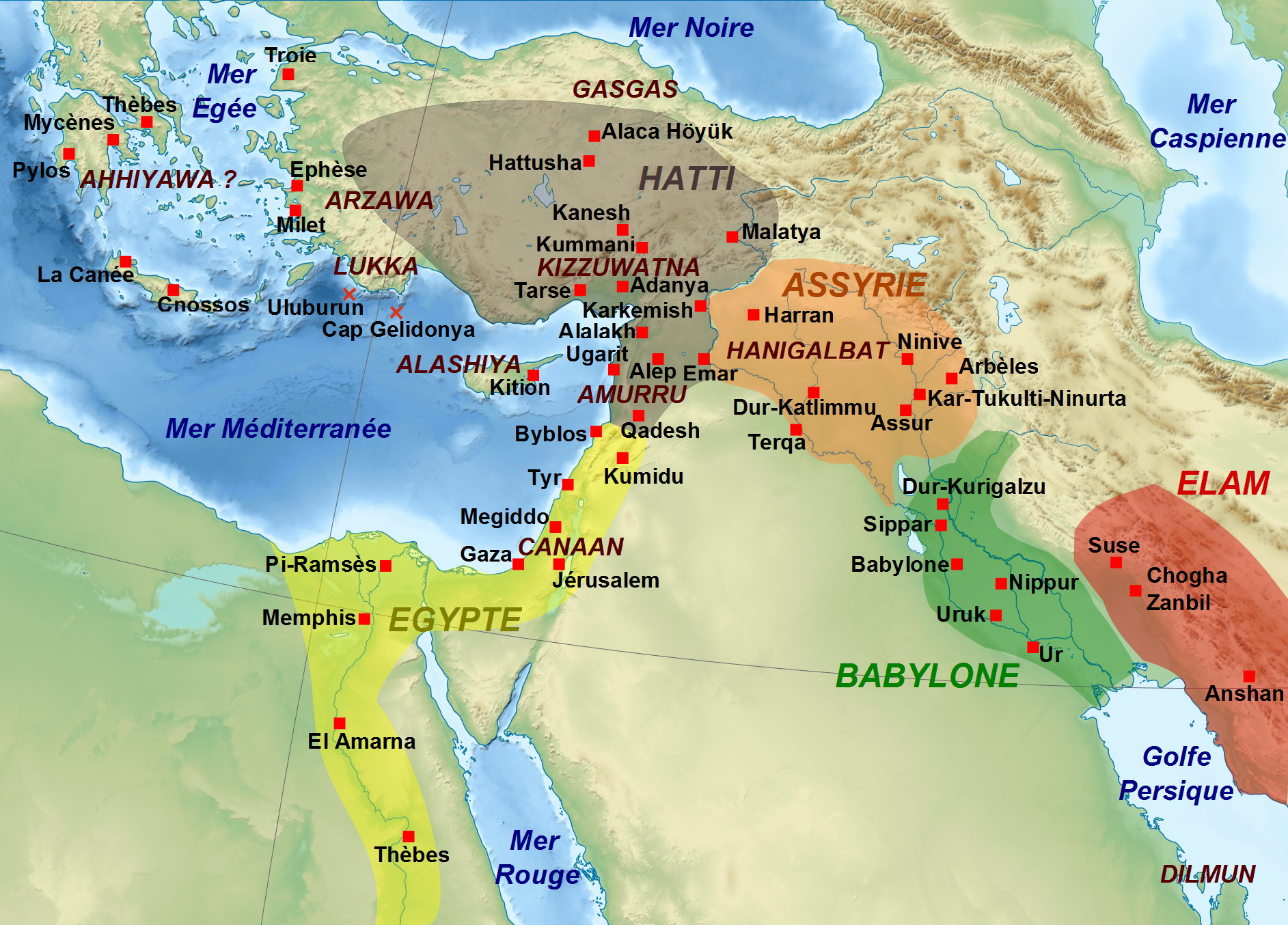
Mapa starożytnego Bliskiego Wschodu w XIII w. p.n.e. z zaznaczonym położeniem kraju Hanigalbat po zaanektowaniu go przez Asyrię

Wasaszatta (w transliteracji z pisma klinowego zapisywane mwà-a-sa–šá-ta) — król huryckiego królestwa Hanigalbat, kontynuującego tradycje państwa Mitanni; syn i następca Szattuary I, współczesny asyryjskiemu królowi Adad-nirari I (1307–1275 p.n.e.).
Wasaszatta, podobnie jak jego ojciec Szattuara I, był wasalem asyryjskiego króla Adad-nirari I. Licząc na pomoc Hetytów zbuntował się on przeciw Adad-nirari I, który w odpowiedzi najechał Hanigalbat, niszcząc tamtejsze miasta i biorąc do niewoli rodzinę Wasaszatty. Wydarzenia te opisane zostały w jednej z inskrypcji królewskich Adad-nirari I:
„Po jego (tj. Szattuary I) śmierci, Wasaszatta, jego syn, zbuntował się i wystąpił przeciwko mnie rozpoczynając działania wojenne. Udał się do kraju Hatti po pomoc. Hetyci przyjęli jego dary ale nie udzielili mu pomocy. Potężnymi broniami boga Aszura, mego pana, z pomocą bogów Anu, Enlila i Ea, Sina, Szamasza, Adada, Isztar i Nergala, najpotężniejszych wśród bogów, bogów budzących grozę i podziw, mych panów, zdobyłem miasto Taidu, jego wielkie królewskie miasto, miasta Amasaku, Kahat, Szuru, Nabula, Hurra, Szuduhu i Waszuganni. Zabrałem i sprowadziłem do mego miasta Aszur dobytek z tych miast, zgromadzone (bogactwo) jego (tj. Wasaszatty) przodków i skarb z jego pałacu. (...) Jeżeli chodzi o resztę jego (tj. Wasaszatty) ludu, nałożyłem na nich pracę przymusową. A co do niego, to zabrałem z miasta Irridu jego żonę, jego synów, jego córki i jego ludzi. Związanych sprowadziłem ich wraz z jego mieniem do mego miasta Aszur. Zdobyłem, spaliłem i zniszczyłem miasto Irridu i miasta w prowincji miasta Irridu i posiałem (na ich ruinach) słone rośliny”
Dalsze losy samego Wasaszatty pozostają nieznane.